# Società Agricola Italiana Gomma Autarchica
La società Agricola Italiana Gomma Autarchica o in sigla SAIGA è stata una società che rappresenta uno dei tipici esempi della politica dell'autarchia del regime fascista subito prima della Seconda guerra mondiale. Era nata il 30 dicembre 1937 con sede a Roma.
All'epoca la gomma era esclusivamente di origine naturale e abbandonata da anni la produzione dalle piante selvatiche di Hevea brasiliensis dell'Amazzonia, si era imposta la produzione delle piantagioni tutte concentrate nel Sud-est asiatico, in particolare in Malaysia. Il commercio era esclusivamente in mani britanniche e già all'epoca delle Sanzioni economiche  l'Italia aveva avuto gravi difficoltà di approvvigionamento.
In quell'epoca il Centro Chimico Militare che era un'espressione tecnico-scientifica del Ministero della Guerra aveva tentato di trovare qualche altro prodotto succedaneo. L'Italia era riuscita ad avere la collaborazione di una società degli Stati Uniti: la International Rubber Company che aveva svolto studi applicativi di estrarre gomma dal guayule, un arbusto che cresce bene nelle aree semidesertiche del Messico e del Sud ovest degli Stati Uniti.
Secondo gli studi applicativi per la situazione italiana, fu scelta come area di coltivazione la zona di Cerignola nel Tavoliere delle Puglie, che ha un clima sufficientemente caldo e asciutto per lo sviluppo dell'arbusto, dopo il fallimento dei tentativi di coltivare la pianta in Libia.
Il Ministero dell'industria spinse la Pirelli e l'IRI a costituire la SAIGA. Il potere politico concesse a detta società il monopolio per la detenzione dei semi e quello della coltivazione degli arbusti, nonché l'esclusiva per la produzione e la commercializzazione di tale gomma. I piani furono subito faraonici: si prevedeva in breve tempo di giungere a 10.000 tonnellate all'anno, un terzo circa del consumo italiano.
Il clima di tensione determinato dallo scoppio della guerra, e poi la successiva entrata in guerra degli Stati Uniti, interruppero i contatti con il partner americano. Con il tipico oscillare delle politiche autarchiche il progetto venne repentinamente abbandonato per tentare una strada completamente diversa: la gomma sintetica. La società venne liquidata il 24 maggio 1947.